# Clearlake
Clearlake is een plaats (city) in de Amerikaanse staat Californië, en valt bestuurlijk gezien onder Lake County.

## Demografie
Bij de volkstelling in 2000 werd het aantal inwoners vastgesteld op 13.142.
In 2006 is het aantal inwoners door het United States Census Bureau geschat op 14.877, een stijging van 1735 (13.2%).

## Geografie
Volgens het United States Census Bureau beslaat de plaats een oppervlakte van
27,5 km², waarvan 26,4 km² land en 1,1 km² water.

## Plaatsen in de nabije omgeving
De onderstaande figuur toont nabijgelegen plaatsen in een straal van 24 km rond Clearlake.